# Đảo Song Tử Tây
Song Tử Tây (tiếng Anh: Southwest Cay, tiếng Philippines: Pugad, tiếng Trung: 南子岛, Hán Việt: Nam Tử đảo) là một cồn san hô thuộc cụm Song Tử, quần đảo Trường Sa. Việt Nam hiện đang quản lý Đảo Song Tử Tây, được phân chia hành chính thành xã Song Tử Tây, huyện Trường Sa, tỉnh Khánh Hòa (tọa độ địa lí ghi trên bia chủ quyền đảo Song Tử Tây là 11°25′55″B 114°18′0″Đ / 11,43194°B 114,3°Đ). Đảo Song Tử Tây cách bán đảo Cam Ranh 318 hải lý, cách đảo Đá Nam 2,6 hải lý về hướng Tây Nam, cách đảo Song Tử Đông 3 km và có thể nhìn thấy đảo này ở đường chân trời.
Ngoài Việt Nam, Trung Quốc, Đài Loan (Trung Hoa Dân quốc), và Philippines cũng tuyên bố chủ quyền đối với đảo.

## Đặc điểm
Đảo Song Tử Tây có hình bầu dục chạy theo hướng Đông Bắc - Tây Nam, với chiều dài 698m và chiều rộng 295m.
Đảo ban đầu có diện tích tự nhiên khoảng 12 hecta, là đảo có diện tích tự nhiên lớn thứ sáu trong số các đảo tại quần đảo Trường Sa sau đảo Ba Bình, Thị Tứ, Bến Lạc, Trường Sa Lớn và Song Tử Đông. Khi thủy triều xuống thấp nhất, đảo cao từ 3,2-4m, xung quanh là thềm san hô bao bọc. Thềm đá san hô của đảo rộng khoảng 0.45 km2.
Vành đá san hô bao quanh đảo nổi một phần khi thủy triều lên. Đây đã từng là nơi đẻ trứng của chim và được phủ bởi cây và phân chim.
Theo Trung tâm nghiên cứu Quốc tế và Chiến lược (CSIS, Hoa Kỳ) thì từ năm 2014 Việt Nam bắt đầu nạo vét nền san hô, xây dựng một âu tàu và bồi đắp thêm khoảng 3 hecta cho đảo Song Tử Tây. Theo hình ảnh vệ tinh Landsat-7 (NASA), diện tích đất nổi của đảo sau khi bồi đắp vào khoảng 19 ha (0.19 km2) và âu tàu rộng khoảng 4 ha. 

## Môi trường

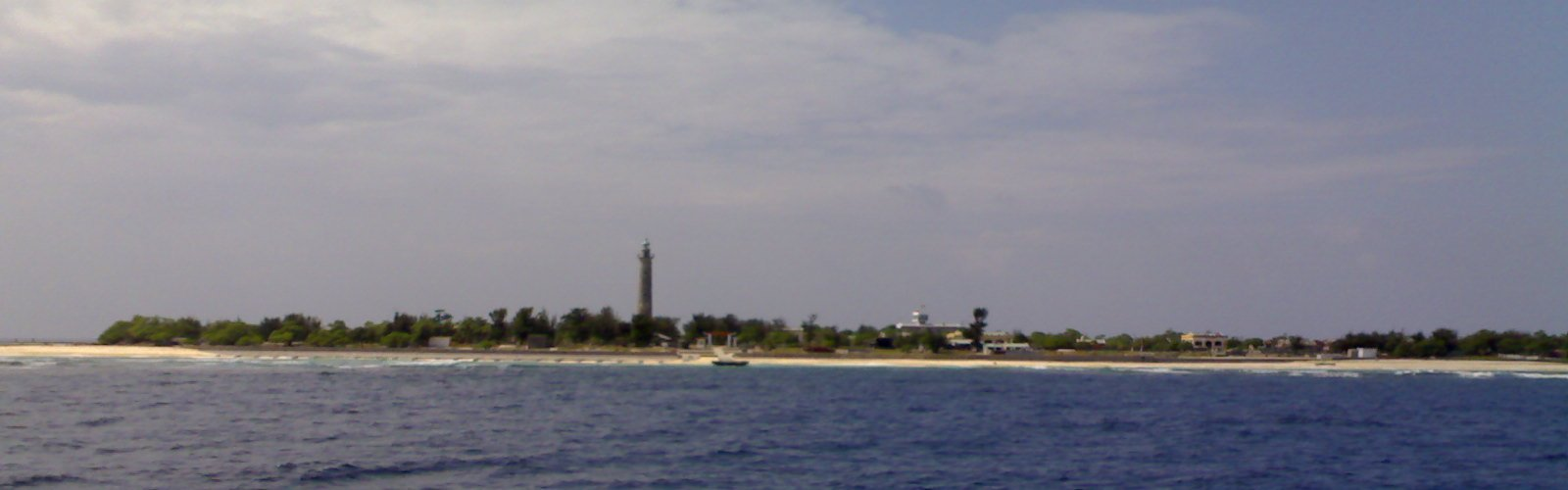
Đảo Song Tử Tây nhìn từ xa.

Trên đảo có giếng nước lợ sử dụng được và nhiều cây xanh. Cây xanh trên đảo khá đa dạng, trong đó có phong ba, bão táp, mu, keo lá tràm, nhàu, phi lao, bàng vuông, tra...
Đảo trồng được các loại cây ăn trái nguồn gốc từ đất liền cũng như nhiều loại rau và tự túc được rau xanh quanh năm. Trên đảo còn chăn nuôi bò, lợn, chó, gà, vịt...
Ngày 18 tháng 12 năm 2021, bão Rai đã đổ bộ vào đảo Song Tử Tây và gây thiệt hại lớn. Cơn bão đã làm tốc mái trên 500m2 ngói, hỏng 15 tấm pin năng lượng mặt trời, tốc mái trên 400m2 vườn và sập 1 vườn tăng gia; khoảng 90% cây cối trên đảo bị bật gốc và gãy đổ; 2 trạm đo gió thủ công và trạm đo gió tự động đều lần lượt bị gãy đổ, một số nơi bị mất điện sinh hoạt.

## Cơ sở hạ tầng

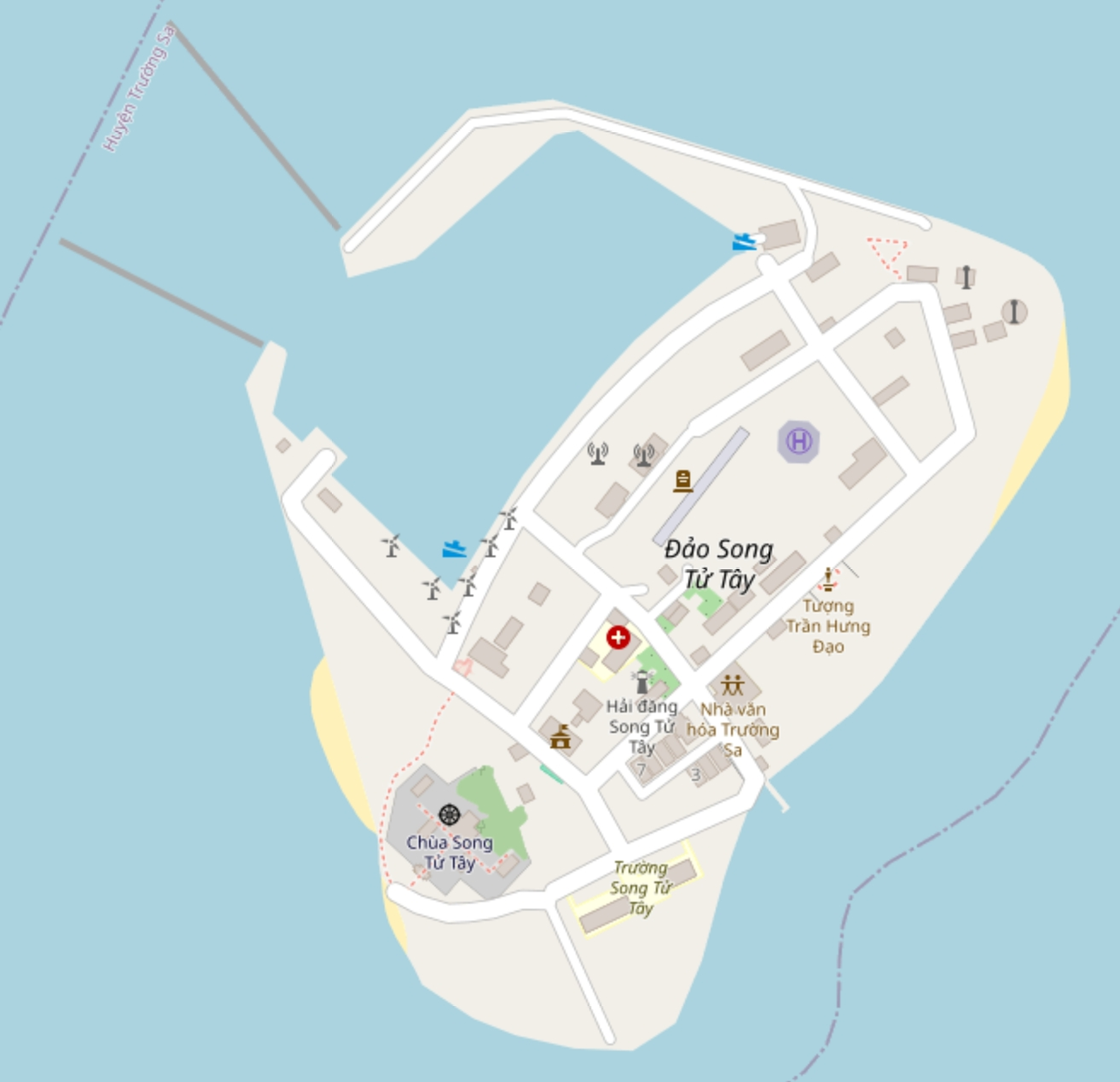
Bản đồ đảo Song Tử Tây

Việt Nam dựng ngọn hải đăng đầu tiên trên quần đảo Trường Sa tại đây vào tháng 10 năm 1993. Đây là hải đăng cấp 1, thuộc hệ thống bảo đảm an toàn hàng hải quốc tế.
Đảo đã được mở rộng đáng kể về diện tích, xây dựng thêm các công trình phòng ngự, tiếp tế, công sự chiến đấu cũng như các công trình dân sự. Âu tàu của đảo có sức chứa 80-100 tàu cá vào tránh gió bão và tham gia các dịch vụ trên biển. Làng chài trên đảo có thể bảo đảm cùng lúc cho 400 ngư dân ăn nghỉ tại đây. Trên đảo còn có trạm bảo dưỡng kỹ thuật có khả năng sửa chữa tàu thuyền cho ngư dân.
Bệnh xá Song Tử Tây được xây mới lại trên nền bệnh xá cũ với diện tích 1000m2. Bệnh xá có 1 phòng mổ, 4 phòng bệnh và 8 phòng chức năng: Phòng cấp cứu, X-quang, siêu âm, điện tim, xét nghiệm máu, phòng nội soi Tai Mũi Họng, phòng điều trị bệnh lý giảm áp...
Trường tiểu học xã Song Tử Tây là cơ giáo dục tiểu học và mầm non duy nhất trên đảo, học sinh muốn học tiếp phải chuyển vào đất liền. Đặc biệt, đảo có Tượng đài Hưng Đạo Đại vương Trần Quốc Tuấn, chùa Song Tử Tây nằm sát biển. Trên đảo còn có một trạm khí tượng hải văn và một sân đỗ trực thăng.
Trạm ra đa 21 (thuộc trung đoàn 292, sư đoàn 377, quân chủng Phòng không - Không quân) nằm phía bắc của đảo, được đưa vào hoạt động từ năm 2008.

## Lịch sử

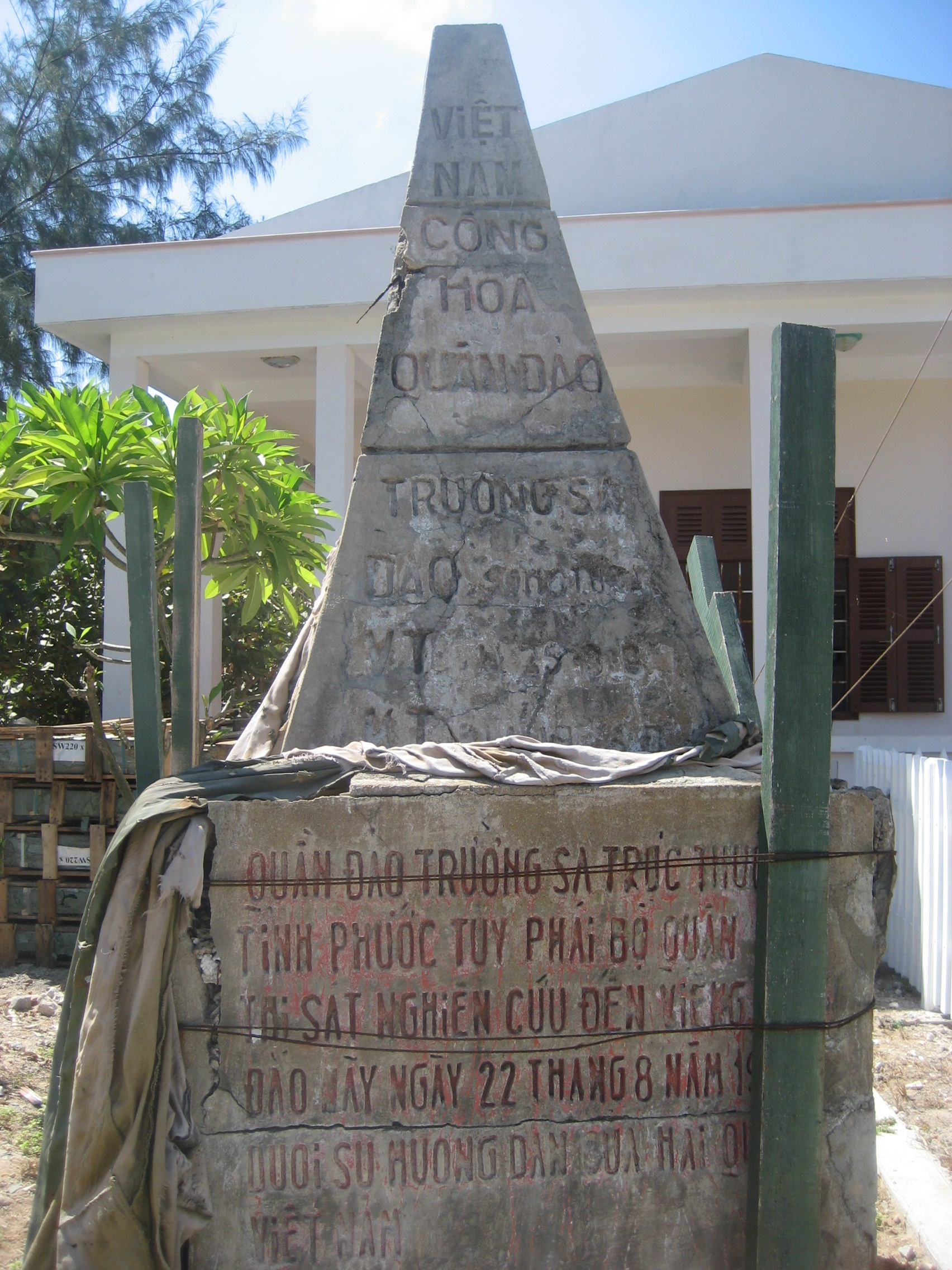
Bia chủ quyền Trường Sa của Việt Nam Cộng hòa dựng 22 tháng 8 năm 1956 tại đảo Song Tử Tây.

Năm 1933, chính quyền Pháp chính thức sáp nhập một số đảo chính và các đảo phụ thuộc của chúng ở Trường Sa - bao gồm cả các đảo Song Tử Đông và Song Tử Tây - vào tỉnh Bà Rịa của thuộc địa Nam Kỳ, Đông Dương thuộc Pháp.
Năm 1956, Việt Nam Cộng hòa ra đời và cử tàu đi thị sát quần đảo Trường Sa, trong đó có Song Tử Tây. Ngày 22 tháng 10 năm 1956, Tổng thống Ngô Đình Diệm đã ký Sắc lệnh số 143-NV về việc đổi tên các tỉnh thành miền Nam Việt Nam, quy định quần đảo Trường Sa thuộc tỉnh Phước Tuy.
Năm 1963, Hải quân Việt Nam Cộng hòa đưa ba tàu là HQ-404 Hương Giang, HQ-01 Chi Lăng và HQ-09 Kì Hòa ra xây dựng lại bia chủ quyền Việt Nam tại một số đảo thuộc Trường Sa. Sách Trắng năm 1975 về quần đảo Hoàng Sa và quần đảo Trường Sa của Bộ Ngoại giao Việt Nam Cộng hòa nêu rõ ngày xây dựng lại bia chủ quyền ở 6 đảo: ngày 19-5-1963 ở đảo Trường Sa; ngày 20-5-1963 ở đảo An Bang; ngày 22-5-1963, ở đảo Thị Tứ và Loại Ta; ngày 24-5-1963 ở đảo Song Tử Đông và đảo Song Tử Tây.
Năm 1970 Philippines đã tổ chức chiếm giữ đảo Song Tử Đông, đảo Thị Tứ, đảo Loại Ta và 4 đảo nữa. Theo Domingo Tucay, năm 1970 là một trung úy trẻ tham gia cuộc hành quân đó kể lại, họ mang theo mật lệnh, được dặn đến tọa độ nhất định mới được mở ra. Có 7 đảo, bãi hoàn toàn hoang vắng, họ chiếm đóng dễ dàng.
Ngày 6 tháng 9 năm 1973, chính quyền Việt Nam Cộng hòa ban hành Nghị định số 420-BNV/HCĐP/26 quy định các đảo Trường Sa, An Bang, Itu Aba, Song Tử Đông, Song Tử Tây, Loại Ta, Thị Tứ, Nam Ai, Sinh Tồn và các đảo phụ cận thuộc vào xã Phước Hải, quận Đất Đỏ, tỉnh Phước Tuy.
Sau khi quần đảo Hoàng Sa thất thủ thì vào ngày 30 tháng 1 năm 1974, chính quyền Việt Nam cộng hòa quyết định tiến hành chiến dịch Trần Hưng Đạo 48 đưa quân ra đồn trú và tăng cường phòng thủ ở các đảo của quần đảo Trường Sa. Các tàu HQ 07 Đống Đa và HQ 405 Tiền Giang do đại tá Nguyễn Văn May đưa quân đổ bộ lên đảo Song Tử Tây vào ngày 2 tháng 1 năm 1974. Từ tháng 4 đến tháng 12 năm 1974, Hải quân Việt Nam Cộng hòa hoàn tất việc xây dựng hệ thống phòng thủ trên đảo.
Ngày 11 tháng 4 năm 1975, các lực lượng của Hải quân nhân dân Việt Nam bí mật xuất phát từ Đà Nẵng và chọn đảo Song Tử Tây làm mục tiêu giải phóng đầu tiên từ tay Việt Nam Cộng hòa.
Rạng sáng 14 tháng 4 năm 1975, Đội 1 đặc công hải quân, dưới sự chỉ huy của Nguyễn Ngọc Quế, đội trưởng (Đoàn 126) chia làm 3 mũi, bí mật đổ bộ, nổ súng và giải phóng đảo Song Tử Tây.
Năm 2007, Chính phủ Việt Nam ban hành nghị định 65/2007/NĐ-CP thành lập xã Song Tử Tây thuộc huyện Trường Sa trên cơ sở đảo Song Tử Tây và các đảo, đá, bãi phụ cận.

## Hình ảnh
| Đá Bắc Đảo Song Tử Đông Đảo Song Tử Tây Đá Nam Bãi Núi Cầu Bãi Đinh Ba Ảnh chụp vệ tinh đảo Song Tử Tây và các thực thể thuộc Cụm Song Tử (nguồn: NASA). |